# Club Balonmano Cangas
Maillots
Actualités
Dernière mise à jour : 1 août 2014.
Le Club Balonmano Cangas est un club espagnol de handball situé dans la ville de Cangas dans la communauté autonome de Galice, fondé en 1961. Son nom officiel actuel est le Balonmano Cangas Frigoríficos Del Morrazo.
Il évolue de nouveau en première division du Championnat d'Espagne depuis 2012, sa meilleure performance, une huitième place, ayant été réalisée en 2005.

## Histoire
Le handball fit son apparition dans les années 1960 à Cangas à l'école Alba de Vigo.
Pour sa première année en 1961, le club n'inscrivit d’abord que des équipes de jeunes.
Ce n'est qu'en 1968 que le club inscrivit sa première équipe sénior.
Durant la saison 1994-1995, le club a atteint pour la première fois la Liga ASOBAL, et y resta onze saisons, avant d'être relégué en División de Honor Plata, où il y resta jusqu'en 2008-2009. Le club ne resta qu'une saison en Liga ASOBAL finissant à la dernière place, il fut donc relégué en División de Honor Plata.
Durant la saison 2010-2011, le club finit la saison sur une cinquième place, place synonyme de Finale Four pour la monter en Liga ASOBAL mais fut éliminé en demi-finale par le BM Huesca, 37-34.
Durant la saison 2011-2012, le club termina sur une troisième place, place synonyme encore une fois de Finale Four pour la monter en Liga ASOBAL, le club remporta la demi-finale face au AB Gijón Jovellanos, 21-20.
Puis, en finale, le CB Cangas battu le CB Villa de Aranda 27-25, et se monta pour la troisième fois de son histoire en Liga ASOBAL.
La saison 2012-2013, fut difficile pour le CB Cangas évitant de justesse la relégation grâce à une différences de cinq buts.
Alors que lors de la saison 2013-2014, le club arriva à la dixième place.

## Parcours depuis 1990
| Saison    | Niveau | Division                | Place        |
| --------- | ------ | ----------------------- | ------------ |
| 1990–1991 | 3      | Segunda División        | 2 (Groupe 1) |
| 1991–1992 | 2      | División de Honor Plata | 7 (Groupe 1) |
| 1992–1993 | 2      | División de Honor Plata | 3            |
| 1993–1994 | 2      | División de Honor Plata | 2            |
| 1994–1995 | 2      | División de Honor Plata | 3            |
| 1995-1996 | 1      | Liga ASOBAL             | 13           |
| 1996-1997 | 1      | Liga ASOBAL             | 10           |
| 1997-1998 | 1      | Liga ASOBAL             | 13           |
| 1998-1999 | 1      | Liga ASOBAL             | 12           |
| 1999-2000 | 1      | Liga ASOBAL             | 9            |
| 2000-2001 | 1      | Liga ASOBAL             | 13           |
| 2001-2002 | 1      | Liga ASOBAL             | 13           |
| 2002-2003 | 1      | Liga ASOBAL             | 12           |
| 2003-2004 | 1      | Liga ASOBAL             | 12           |
| 2004-2005 | 1      | Liga ASOBAL             | 8            |

| Saison    | Niveau | Division                | Place   |
| --------- | ------ | ----------------------- | ------- |
| 2005-2006 | 1      | Liga ASOBAL             | 16      |
| 2006-2007 | 2      | División de Honor Plata | 6       |
| 2007-2008 | 2      | División de Honor Plata | 8       |
| 2008-2009 | 2      | División de Honor Plata | 5       |
| 2009-2010 | 1      | Liga ASOBAL             | 16      |
| 2010-2011 | 2      | División de Honor Plata | 5       |
| 2011-2012 | 2      | División de Honor Plata | 3       |
| 2012-2013 | 1      | Liga ASOBAL             | 14      |
| 2013-2014 | 1      | Liga ASOBAL             | 10      |
| 2014-2015 | 1      | Liga ASOBAL             | 4       |
| 2015-2016 | 1      | Liga ASOBAL             | 5       |
| 2016-2017 | 1      | Liga ASOBAL             | 14      |
| 2017-2018 | 1      | Liga ASOBAL             | 13      |
| 2018-2019 | 1      | Liga ASOBAL             | 14      |
| 2019-2020 | 1      | Liga ASOBAL             | à venir |

## Effectif 2019-2020
| Nº | Poste | Nom                       | Date de naissance          | Taille | Arrivée | Club précédent          | Sélection  |
| 01 | GB    | Javier Díaz               | 26 mai 1975 (44 ans)       | 1,87 m | 2018    | Atlético Valladolid     | -          |
| 36 | GB    | Gerard Forns              | 26 décembre 1994 (24 ans)  | 1,87 m | 2019    | FC Barcelone B          | -          |
| 02 | ALG   | Filip Vujović             | 7 avril 1996 (23 ans)      | 1,89 m | 2016    | FK Radnički 1923        | -          |
| 03 | ALG   | Moisés Simes              | 20 octobre 1988 (31 ans)   | 1,80 m | 2010    | Bueu Atlético           | -          |
| 22 | ALD   | Carlos Vilanova García    | 1999 (20 ans)              | 1,80 m | 2019    | EB Xiria                | -          |
| 23 | ALD   | Adrián Menduiña           | 31 décembre 1990 (28 ans)  | 1,83 m | 2008    | Formé au club           | -          |
| 07 | DC    | Rubén Soliño              | 29 août 1989 (30 ans)      | 1,73 m | 2007    | Formé au club           | -          |
| 77 | DC    | Valiantsin Kuran          | 12 février 1998 (21 ans)   | 1,80 m | 2019    | HC Meshkov Brest        | -          |
| 14 | ARG   | Tihomir Doder             | 8 août 1979 (40 ans)       | 1,94 m | 2019    | Maccabi Avishai Motzkin | Serbie     |
| 15 | ARG   | David Iglesias            | 25 décembre 1998 (21 ans)  | 1,92 m | 2016    | Bueu Atlético           | -          |
| 18 | ARG   | Angel Rodriguez Rua       | 23 février 1998 (21 ans)   | 1,83 m | 2016    | Formé au club           | -          |
| 24 | ARG   | Alen Muratović            | 23 octobre 1979 (40 ans)   | 1,98 m | 2013    | SG Flensburg-Handewitt  | Monténégro |
| 05 | ARD   | Martín Gayo Rodríguez     | 2000 (19 ans)              | 1,90 m | 2019    | Seis do Nadal           | -          |
| 13 | ARD   | Daniel Peiró i Egea       | 1997 (22 ans)              | 1,90 m | 2018    | OAR Gràcia              | -          |
| 32 | ARD   | Mihajlo Mitić             | 3 février 1997 (22 ans)    | 1,97 m | 2018    | RK Pelister Bitola      | -          |
| 11 | PVT   | Juan Carlos Quintas Aller | 26 septembre 1995 (24 ans) | 1,95 m | 2019    | SD Teucro               | -          |
| 20 | PVT   | Daniel Cerqueira          | 17 septembre 1984 (35 ans) | 1,91 m | 2012    | SD Octavio              | -          |
| 81 | PVT   | Pablo Castro              | 18 octobre 1996 (23 ans)   | 1,94 m | 2014    | Formé au club           | -          |